# Тринадесета македонска ударна бригада
Тринадесета македонска ударна бригада е комунистическа партизанска единица във Вардарска Македония, участвала в така наречената Народоосвободителна войска на Македония.
Създадена в беровското село Митрашинци на 17 септември 1944 година. Състои се от 800 души от Малешевско и бригадата се намира в състава на петдесета македонска дивизия на НОВЮ. Бригадата води битки с немските сили по направлението Радовиш-Щип. На 24 септември напада Щип, а на 9 октомври Берово и Пехчево. Четири дни по-късно освобождава Пехчево. След това се насочва към направлението Царево село-Кочани. На 19 октомври части на бригадата освобождават Виница, а на 20 октомври Якимово. След това на 4 ноември освобождава село Калаузлия, а на 8 ноември освобождава Щип. Бригадата води битки със силите на Бали Комбетар край хидроцентралата Матка, Глумово, Групчин и Лърце. На 19 ноември заедно с трета македонска ударна бригада освобождава Тетово. На 6 декември бригадата влиза в състава на осма македонска дивизия на КНОЮ.

## Състав[2]
- Тоше Попйорданов – Вардарски – командир
- Ванчо Бойков – Македонски – заместник-командир
- Слободан Цветковски – Павле – политически комисар
- Перо Угоров – заместник-политически комисар
- Трайко Ставрев – заместник-политически комисар
- Борис Талев – началник-щаб